# Coulterella kawakatsui
Coulterella kawakatsui är en plattmaskart som beskrevs av Timoshkini 2004. Coulterella kawakatsui ingår i  familjen Rhynchokarlingiidae och lever i Baikalsjön.>